# Fears of a Clown
"Fears of a Clown" (Temores de un payaso en España e Hispanoamérica) es el decimocuarto episodio de la vigesimonovena temporada de la serie televisiva animada Los Simpson, y el episodio 632 de la serie en general. Se emitió en los Estados Unidos en Fox el 18 de febrero de 2018.

## Argumento
El Director Skinner le dice a Groundskeeper Willie que planea retirarse, con Martin descubriendo el secreto y contándoselo a toda la escuela. Durante la despedida final, Skinner elige a Bart Simpson para su despedida final, quien intentó dispararle en la cabeza con una piedra. Sin embargo, se reveló que el retiro fue sólo una artimaña para que Skinner finalmente delatara a Bart tras años de haber sido engañado por él.
Sintiéndose avergonzado y enojado, Bart elige hacer la última broma a todo el personal, pegando las caras de Skinner y el personal con máscaras de plástico Krusty el payaso. Desafortunadamente, esto hace que la gente alrededor de Springfield se aterrorice de los payasos, y también hace que Krusty pierda su ventaja cómica.
Debido a esto, Krusty ya no es un personaje cómico e incluso pierde su apariencia de payaso y maquillaje. Entonces dice que Krusty se parece a él. Lisa convence a Krusty para que se convierta en un actor serio, y participa en una versión teatral paródica de "El mal día del vendedor", escrita por Llewellyn Sinclair (su segunda aparición en "Un tranvía llamado Marge) que al principio no pudo hacer, hasta que Sinclair lo motive, haciendo que Krusty se convierta en un actor serio hasta que su yo payaso aparezca en su mente, diciéndole que sigue siendo un payaso y nada más.
Mientras tanto, Bart está en la corte y estaba a punto de ser libre con los "boys will be boys" diciendo, hasta que Marge Simpson se oponga y le diga al juez Dowd que lo que hizo Bart fue terrible y que tiene un verdadero problema con las bromas y sugiere que el juez Dowd castiga a Bart, lo que resulta en que vaya a un centro de rehabilitación durante casi un mes. Aunque Marge piensa que hizo algo bueno, no sabe si realmente fue algo bueno para ella. Durante una sesión en la que Bart coloca tachuelas en la silla del doctor, el doctor convence a Marge para que entre y se siente en su silla, haciendo que Bart detenga la broma y complete un paso de su tratamiento.
Después de ser liberado, Bart va a disculparse con la gente a la que le hizo una broma. Sin embargo, con el apoyo de Willie, Bart planea hacer la última broma, escenificando un falso anuncio de disculpa en el gimnasio donde por encima de la multitud hay una red llena de globos de agua. Pero cuando ve a Marge entre la multitud, intenta decirle a la gente que huya, pero el peso de los globos de agua rompe la red, haciendo que la multitud se salpique con el agua, y Marge finalmente se da cuenta de que "los niños serán niños" diciendo que es real y que la maternidad "apesta", seguido por Homero diciendo lo mismo y Marge entrando en el baño de niños para vengarse de él.
La noche de la obra, Krusty sigue perseguido por su antiguo payaso. Durante la obra, mientras Krusty intentaba acallar la voz dentro de su mente, hace reír al público. Se da cuenta de que no es un actor serio, sino un payaso, y empieza a hacer payasadas cómicas.
En la escena final, la obra en la que estaba Krusty es más tarde presenciada por los fantasmas de Krusty, Arthur Miller, el rabino Hyman Krustofsky y William Shakespeare.

## Recepción
Dennis Perkins de The A.V. Club dio a este episodio una C-, afirmando, "A veces The Simpsons lanza un episodio que es una aproximación tan pálida de su mejor momento que levantarse se convierte en un ejercicio de saludos con la mano y suspiros profundos y profundos. 'Fears of a Clown' no es bueno. Tampoco está mal. Es, en cambio, irrelevante en sus ecos huecos de episodios pasados, realmente memorables. Cuando el libro sobre 'Los Simpson' se cierra finalmente...y se compilan los inevitables rankings de episodios de todos los tiempos, 'Fears Of A Clown' es una de esas entregas destinadas a provocar miradas en blanco, incluso por parte de fanáticos incondicionales. Apenas existe".
"Fears of a Clown" obtuvo una puntuación de 0,9 con 4 acciones y fue visto por 2,06 millones de personas, lo que lo convierte en el programa mejor valorado de la noche por Fox.